# 井東安久
井東 安久（いとう やすひさ、明治35年（1902年）11月7日 - 昭和58年（1983年）12月1日）は日本の実業家。井東建設元代表取締役。境港商工会議所の常議員、監事、参与などを歴任。井東家の八代目。

## 経歴
明治35年（1902年）11月7日、鳥取県西伯郡中浜村大字佐斐神（現在の境港市佐斐神町）に父・井東藤重、母・ゑせのの長男として生まれた。出身地の佐斐神は明治20年代から桑栽培・養蚕業が主産業になった。若いころは馬車曳きの仕事をした。
昭和22年（1947年）洋瓦の製造販売を創業、昭和30年（1955年）法人に改組した。
昭和30年（1955年）4月境港商工会議所議員に就任し、その後常議員、監事を歴任、昭和52年（1977年）4月から参与を務め、地域経済の振興、発展に尽力した。
昭和58年（1983年）12月1日、脳梗塞のため死去した。墓は境港市小篠津町の“幸神町墓苑”にある。

## 人物像

### 人柄・性格、趣味など
趣味はスポーツ。宗教は曹洞宗。
『新日本人物大観（鳥取県版）』、昭和33年（1958年） イ…61頁に記載されている井東の肩書は｢（限）井東洋瓦社長、美保商店会長、境港市商工会議所常議員、建設業部会副会長、貯蓄組合会長、美保製箸（株）取締役｣などである。

### 井東建設有限会社
営業内容・総合建設、
従業員・21名～50名
資本金・1000万円
取引銀行・扶桑（境）、合銀（大篠津）
通商産業大臣許可 第667046号空洞コンクリートブロック
建設工事 鳥取県知事許可（特～54） 第287号
土木工事 鳥取県知事許可（般～54） 第287号
日本工業規格表示許可工場
代表取締役 井東安久
代表取締役 川本浅夫

### 表彰
昭和44年（1969年）11月3日、｢善行表彰｣（市営野球場に内外野フェンスを寄贈したため）。

## 家族・親族

### 井東家
（鳥取県境港市佐斐神町・境港市幸神町）
鳥取県西伯郡中浜村大字佐斐神（現在の境港市）の井東家はもともと“井田”姓だったが、“井田の東”（いだのひがし）と呼ばれていたため、“井東”に改めた。井東家の初代は戒名“麗庵藍光恵玉大姉”という女性だった。
- 曾祖父・伊喜藏 - 井東家の五代目

文政10年（1827年）10月生～明治27年（1894年）8月没
- 曾祖母・とよ（富益村（現米子市富益町）、長谷川俊清の長女）[8]

天保5年（1834年）8月生～大正13年（1924年）11月没
- 祖父・長次郎 - 井東家の六代目

安政3年（1856年）2月生～明治42年（1909年）没
- 祖母・いせの（佐斐神村（現境港市佐斐神町）、福井市郎平の三女）

安政5年（1858年）5月生～没
- 父・藤重（元佐斐神町自治会長（区長）[9]） - 井東家の七代目

明治12年（1879年）12月生～没

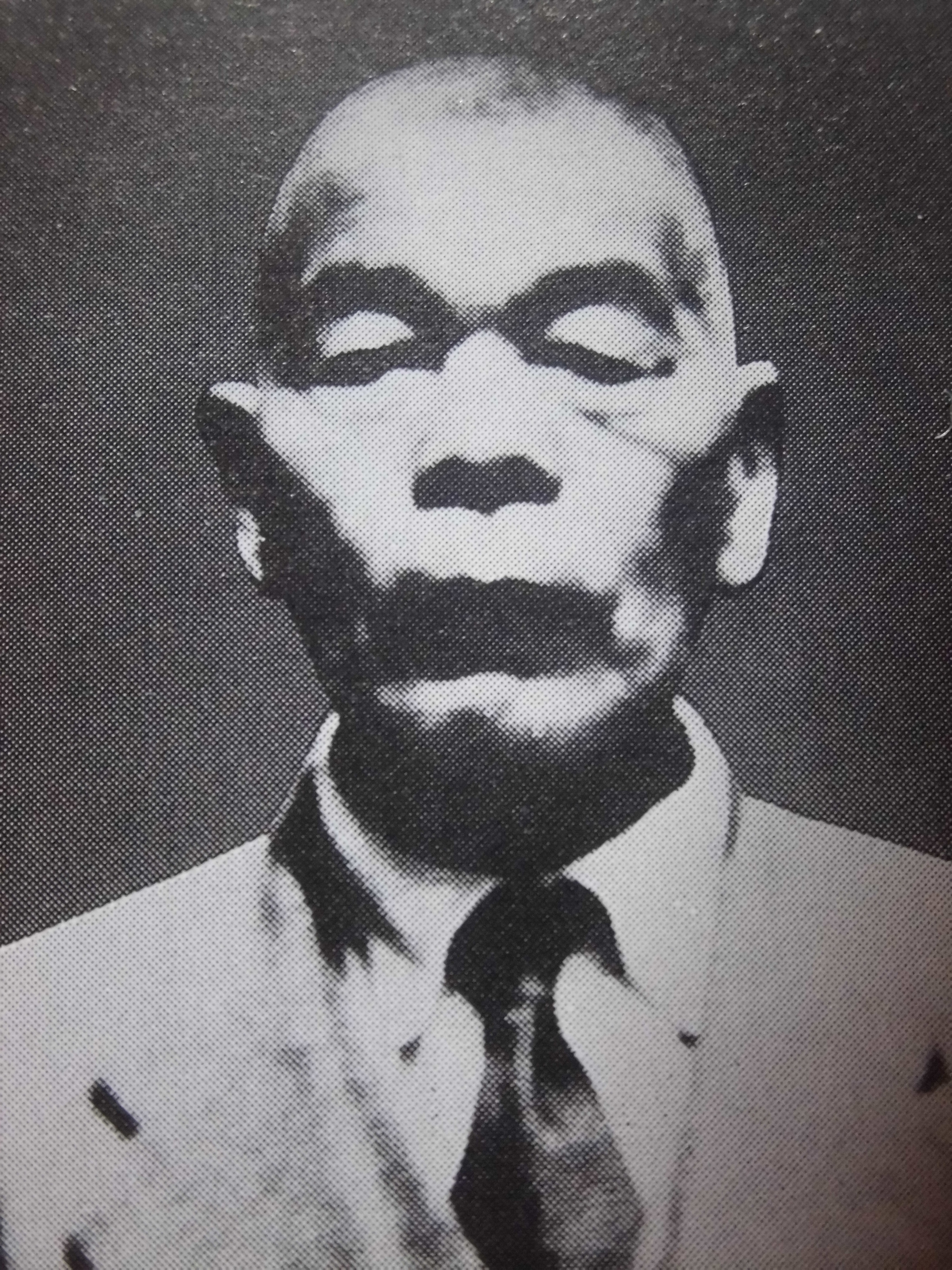
父･井東藤重
井東家七代目
元佐斐神自治会長

- 母・ゑせの（佐斐神村（現境港市佐斐神町）、井田磯吉の三女）

明治12年（1879年）8月生～没
- 姉・茂子（境町（現境港市）、権田尭の妻）
- 弟

忠好
明治41年（1908年）2月生～没
正博
大正元年（1912年）12月生～没
同妻・栄子（渡村（現境港市渡町）、植田賢衛の長女）
- 先妻・つよ（渡村（現境港市渡町）、植田三太郎の長女）

明治32年（1899年）11月生～昭和9年（1934年）2月没
- 後妻・君子（米子市大篠津町、足立常太郎の長女）
- 長男・弥一（元大和合成樹脂工業（株）美保工場代表者[10]） - 井東家の九代目…先妻との間の子

昭和4年（1929年）11月生～
- 長女・佐与子（境港市佐斐神町、川本浅夫（元井東建設代表取締役、元境港商工会議所常議員[1]・同建設業部会副部会長[11]）の妻）…先妻との間の子

大正15年（1926年）3月生～平成25年（2013年）4月没
- 二女（溝口町（現伯耆町）、大江家に嫁する）…先妻との間の子

伯耆溝口に大江さんと大江・大江川あり
- 二男・貞二…後妻との間の子

昭和10年（1935年）12月生～没
- 三女・友子（米子市灘町、岩木家に嫁する）…後妻との間の子

昭和15年（1940年）3月生～平成20年（2008年）12月没
- 三男…後妻との間の子

## 関連
- 井田氏[12]
- 総合建設業
- 境港商工会議所